# Mona, Puerto Rico

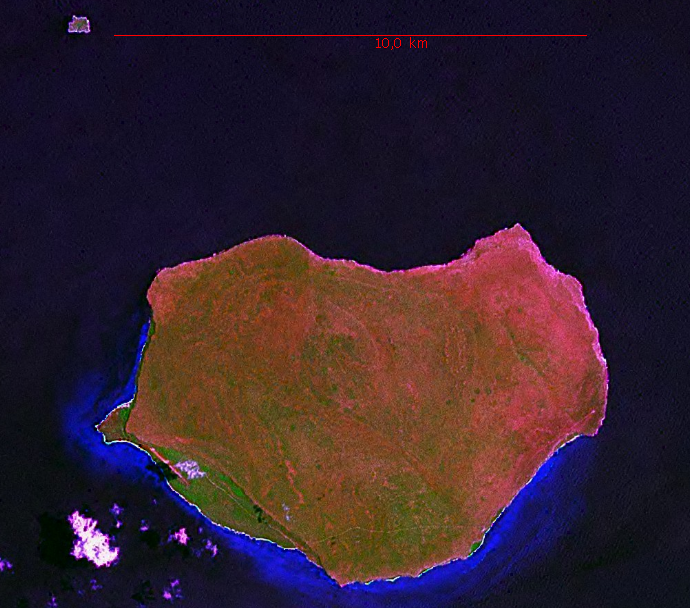
Satellitbild över Mona.

Mona (spanska: Isla de la Mona) är den tredje största ön i Puerto Ricos skärgård, efter den viktigaste ön Puerto Rico och Vieques. Det är den största av tre öar som ligger i Monapassagen, ett sund mellan Dominikanska republiken och Puerto Rico, de andra är Monito Island och Desecheo Island. Ön mäter ca 11 km gånger 7 km, och ligger 66 km väster om Puerto Rico, som det är en administrativ del av. Det ursprungliga namnet Amona fick ön av Tainoindianerna, vilket betyder "det som ligger i mitten", med hänvisning till sträckan mellan öarna Puerto Rico och Hispaniola.
Ön är naturreservat och även om det inte finns några infödda invånare, bor rangers från öns Department of Natural and Environmental Resources på ön för att ta hand om och visa till rätta besökare och också ta del i forskningsprojekt.